# Ocell de tempesta d'Elliot
L'ocell de tempesta d'Elliot (Oceanites gracilis) és un ocell marí de la família dels oceanítids (Oceanitidae) que habita les costes del Pacífic de Sud-amèrica i les illes Galápagos.